# Дъщеря ми
„Дъщеря ми“ (на турски: Kızım) е турски драматичен сериал, излъчен премиерно през 2018 г. Адаптация е на южнокорейския сериал „О, моя Гим Би“!

## Излъчване
| Сезон | Епизоди | Начало на сезона  | Край на сезона | Всички епизоди | Тв сезон    | Тв Канал | Дата и час    |
| ----- | ------- | ----------------- | -------------- | -------------- | ----------- | -------- | ------------- |
| 1     | 34      | 19 септември 2018 | 31 май 2019    | 1 – 34         | 2018 – 2019 | TV8      | петък (20:00) |

## Излъчване в България
| Сезон | Епизоди | Начало на сезона     | Край на сезона    | Всички епизоди | Тв сезон       | Тв Канал     | Дата и час                 |
| ----- | ------- | -------------------- | ----------------- | -------------- | -------------- | ------------ | -------------------------- |
| 1     | 92      | 26 септември 2019 г. | 31 януари 2020 г. | 1 – 92         | 2019 – 2020 г. | Диема Фемили | всеки делничен ден (22:30) |

## Актьорски състав
- Буура Гюлсой – Демир Гьоктюрк
- Лейля Лидия Туутлу – Джандан Хошгьор-Гьоктюрк
- Берен Гьокйълдъз – Ойкю Текин-Гьоктюрк
- Тугай Мерджан – Уур Адъгюзел
- Синем Юнсал – Севги Гюнай
- Серхат Теоман – Джемал Ерьоз
- Суна Селен – Мюфиде Адъгюзел
- Елиф Верит – Зейнеп Кая
- Фарук Барман – Мурат
- Ихсан Илхан – Жилет
- Селин Шекерджи – Асу Карахан
- Дениз Али Джанкорур – Мертджан
- Елиз Неше Чааън – Илайда
- Бурак Демир – Бурак Гьоктюрк

## В България
В България сериалът започва излъчване на 26 септември 2019 г. по Диема Фемили и завършва на 31 януари 2020 г. На 14 юни 2021 г. започва повторно излъчване по Нова телевизия и завършва на 21 октомври. На 5 януари 2022 г. започва ново повторение по Диема Фемили и завършва на 18 март. Ролите се озвучават от Петя Абаджиева, Елисавета Господинова, Николина Чонова, Васил Бинев, Силви Стоицов и Светозар Кокаланов.